# ラミーリ・ガイシン
ラミーリ・ガイシン（Ramil Gaisin、1991年7月26日 - ）は、エニセイSTMに所属するラグビーユニオン選手。

## プロフィール
- ロシア・クラスノヤルスク出身[1]。
- ポジションはスタンドオフ(SO)。
- 身長 174cm、体重 77kg
- ロシア代表キャップは54（2021年9月現在）。

## 略歴
2012年、エニセイSTMに加入。
2019年、ラグビーワールドカップ2019のロシア代表に選ばれた。